# Белозирский сельский совет
Белозирский сельский совет (укр. Білозірська сільська рада) — входит в состав
Лановецкого района
Тернопольской области
Украины.
Административный центр сельского совета находится в 
с. Белозирка.

## Населённые пункты совета
- с. Белозирка
- с. Шушковцы